# Гай (буква)
Гай (𐍒, коми гай, также гаи) — третья буква древнепермского алфавита, использовавшегося для записи языка коми и в качестве тайнописи старорусского языка.

## Использование
Буква 𐍒 обозначала звук [ɡ], что соответствует кириллической букве Г г в алфавите Молодцова и современном алфавите. В русских тайнописных текстах также соответствует кириллической г.
Также использовалась для обозначения числа 3 (иногда в сочетании с титлом, аналогично кириллической системе счисления). Буква 𐍒 с титлом (𐍒҃) в значении «3» — единственное древнепермское число, использованное в надписи на иконе Зырянской Троицы и в древнепермских духовных текстах вообще.

## Название
В списках встречаются варианты названия гаи и гай. В. И. Лыткин полагает, что именно гай и было первоначальным названием буквы. Слово гай в языке коми не имеет значения.

## Начертание
Происхождение буквы, предположительно, связано с русской буквой г и, через неё, с греческой буквой γ, или же с пасами.

## Кодировка
Буква была закодирована в блоке Юникода «Древнепермское письмо» (англ. Old Permic) в версии 7.0, вышедшей 16 июня 2014 года, под кодом U+10352.